# Dryckesvisa
Dryckesvisor är visor som skildrar alkoholdrycker och drickande eller sådant som förknippas med detta. Dryckesvisor sjungs som en allmän underhållning vid bordet, eller när lusten funnits att sjunga i dryckeslaget.

## Historia

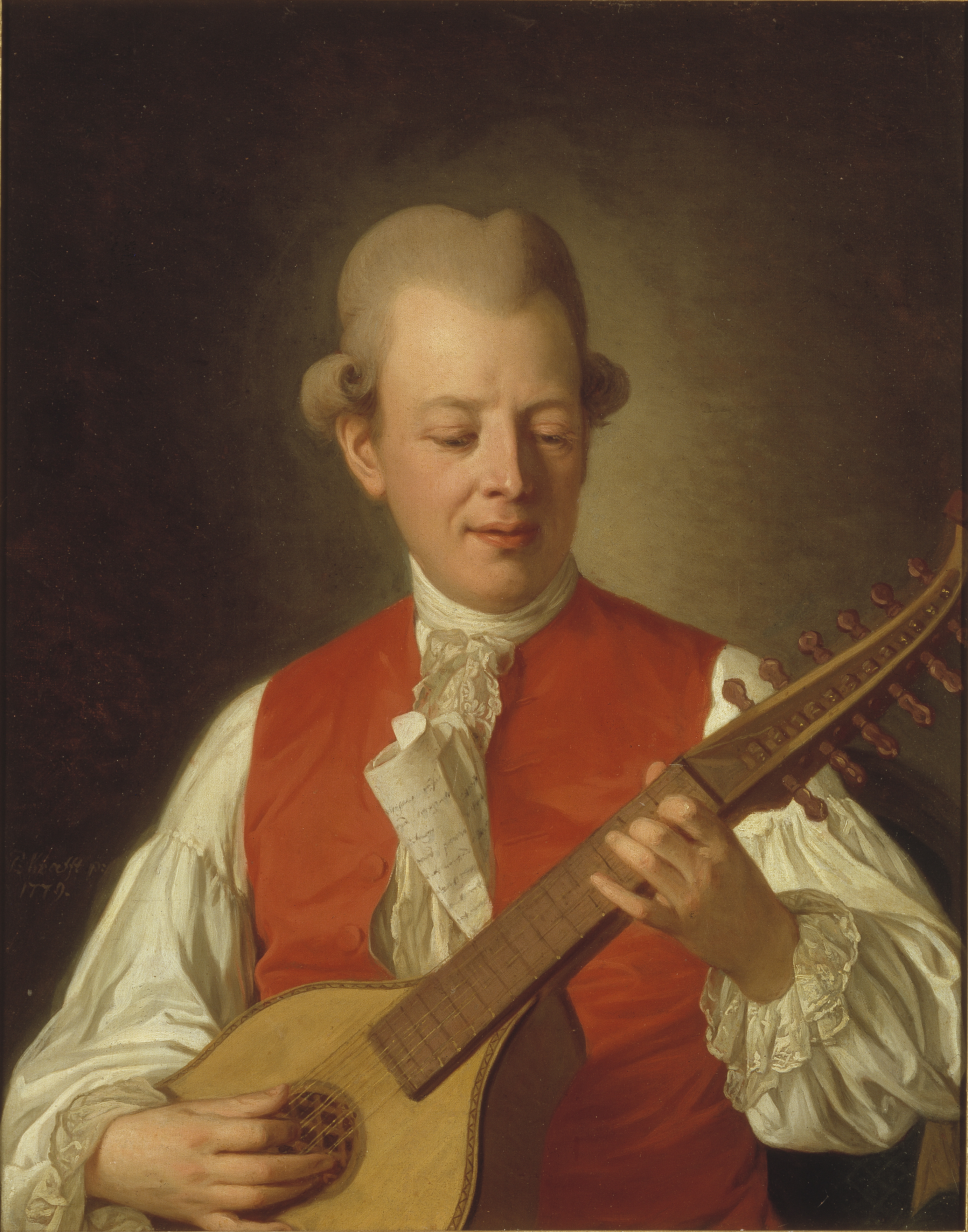
Carl Michael Bellman skrev flera dryckesvisor. Porträtt av Per Krafft.

Dryckesvisan i sin nordiska utformning har säkerligen rötter i medeltiden. Till skillnad från den kortare och enklare skålvisan har en dryckesvisa oftast en känd upphovsman. Mellan de litterära och de mer folkliga dryckesvisorna finns ett visst växelspel; exempelvis blev en del av Bellmans många dryckesvisor till muntlig tradition redan under hans levnad.
Som helhet är dryckesvisan en sameuropeisk visgenre. Såväl äventyraren och poeten Lucidor (1634–1690) som i samhället mer välanpassade dryckesviseförfattaren, som den adlade ämbetsmannen och psalmförfattaren Erik Lindschöld (1634–1690) och ämbetsmannen och poeten Israel Holmström (1661–1708) både lånade melodier och översatte text från utländska förlagor. Olof von Dahlin (1708-1763) och Carl Michael Bellman (1740-1795) skrev dryckesvisor i en backanalsk anda som var modern under 1700-talet. Under detta århundrade kom ordenssällskapen att bli en viktig arena för mer litterära dryckesvisor. Dryckesvisan var som mest betydelsefull kring skiftet mellan 1700- och 1800-tal; sedan kom de ändrade umgänges- och dryckessederna att medföra att den kortare och mer funktionsinriktade skålvisan till största delen tagit över efter dryckesvisorna.
Dryckesvisor har spridits både genom skillingtryck och visböcker, under 1800-talet exempelvis Bacchi visbok och Vid bålen.

## Kända dryckesvisor
- Än en gång däran, Evert Taube
- Så lunka vi så småningom, Carl Michael Bellman, Fredmans sång n:o 21
- Bort allt vad oro gör, Carl Michael Bellman, ur Bacchi Tempel
- Gubben Noak, Carl Michael Bellman, Fredmans sång n:o 35
- To Anacreon in Heaven, musik John Stafford Smith och text Ralph Tomlinson. Melodin kom senare att användas till USA:s nationalsång The Star-Spangled Banner

### Fotnoter
1. 1 2 3 4 5   Dryckesvisa i Nationalencyklopedins nätupplaga.
2. ↑  Holmberg, Benny. ””Så lunka vi så småningom!” Bellmans musik- och berättarkonst” (på svenska). http://tidningenkulturen.se/index.php/litteratur/litteratur-portraett/14171-sa-lunka-vi-sa-smaningom-bellmans-musik-och-beraettarkonst. Läst 18 maj 2017.[död länk]